# Dołobów
Dołobów (ukr.  Долобів) – wieś na Ukrainie w rejonie samborskim obwodu lwowskiego.

## Historia
Pod koniec XIX w. wieś w powiecie rudeckim.
W II Rzeczypospolitej wieś należała do powiatu rudeckiego w województwie lwowskim. W 1931 r. liczyła ponad 645 mieszkańców, praktycznie samych Polaków. W latach 1944–1945 nacjonaliści ukraińscy z OUN – UPA oraz SS Galizien zamordowali tutaj 10 Polaków.